# Геранёнский сельсовет
Геранёнский сельсовет (бел. Геранёнскі сельсавет) — административная единица на территории Ивьевского района Гродненской области Белоруссии.

## История
17 августа 2015 года упразднён хутор Завергани.

## Состав
Гераненский сельсовет включает 36 населённых пунктов:
- Антоновские Пасеки — деревня.
- Белевичи — деревня.
- Белозеровцы — деревня.
- Бердовщина — деревня.
- Верки — хутор.
- Геранёны — агрогородок.
- Гутишки — деревня.
- Дайнова — деревня.
- Еданцы — хутор.
- Жили — деревня.
- Закревщина — деревня.
- Казары — деревня.
- Каревичи — деревня.
- Кладники — деревня.
- Клевки — деревня.
- Кузьмичи — деревня.
- Лабы-Микольск — хутор.
- Лопаты — деревня.
- Малая Опита — деревня.
- Махалы — деревня.
- Мелехи — деревня.
- Новая Вергань — деревня.
- Опита — деревня.
- Пацевичи — деревня.
- Петриканы — деревня.
- Ровбовичи — деревня.
- Роцкишки — деревня.
- Синявщина — деревня.
- Скверни — хутор.
- Старая Вергань — деревня.
- Сураж — деревня.
- Тельковщина — деревня.
- Тикони — деревня.
- Тришоки — деревня.
- Туланка — деревня.
- Ядути — деревня.

## Производственная сфера
- КСУП «Баума»
- ПООО «Техмаш»
- Филиал ООО «Гродненские нетканые материалы»
- Цех УКВР д. Геранены
- ООО «БелМАКкомпани»
- ЧТУП «ГЕРАМАКС»
- Теплица по выращиванию цветов

## Социальная сфера
Образование — ГУО «Гераненская СШ», ДС
Медицина — амбулатория, 2 ФАПа
Культура — СДК, сельская библиотека, ДЮШИ

## Памятные места
- Могила воина-интернационалиста Кульниса С. И., на кладбище аг. Геранены (ВЗ № 4808)
- Братская могила, аг. Геранены (ВЗ № 2471) .

## Достопримечательности
- Костел Святого Николая (Геранёны), 1519 г. Имеет статус историко-культурной ценности с 2007 года. (Шифр: 412Г000293)
- Остатки замка, XV—XVI вв. Имеет статус историко-культурной ценности с 2007 года. (Шифр: 412Г000292)
- Городище периода позднего средневековья, XV—XVII вв. Имеет статус историко-культурной ценности с 2007 года. (Шифр: 413В000291)
- Каплица св. Иосифа